# Sera Khandro
Sera Khandro Dewé Dorje, également appelée Sera Khandro Kunzang Dekyong Wangmo, est une découvreuse de trésors de Bouddhisme tibétain. Considérée comme une émanation de Yeshe Tsogyal, elle était un gourou des grands lamas, dont Dudjom Rinpoche et Chatral Rinpoché. Née en 1892 et morte en 1940, elle est également connue pour ses enseignements révélés sur le bouddhisme tibétain et pour son autobiographie

## Biographie
Sera Khandro est née en 1892, dans une famille riche et notable de Lhassa. Son père dit descendre d’une famille royale de Mongolie, sa mère appartient à un puissant clan tibétain appelé Nub. Elle récitait le mantra de six syllabes au lieu de jouer avec les autres enfants, et a trouvé son premier trésor à l'âge de sept ans en tirant un dorje d'un rocher. Elle effectue des études, et apprend le chinois littéraire. A dix ans, son père arrange un mariage avec le fils d’un dirigeant chinois. Elle tente de se suicider. 
Sa mère meurt lorsqu’elle a douze ans. Traumatisée par la mort, elle a eu des visions et a reçu des pouvoirs de Vajra Varahi qui a changé le cours de sa vie pour en faire un révélateur de trésors. Alors que le mariage est imminent, à l'âge de quinze ans Sera Khandro s’échappe de son cadre familial, à Lhassa, et se dirige vers le Amdo-Golog, haut plateau du Tibet, en compagnie d’un groupe de pèlerins et leur lama Drime Ozer. Elle a failli mourir de faim et de froid en route vers Golog.
Lorsque le groupe arrive à Dartsang au camp d’un grand maître appelé Dudjom Lingpa (en), père de Drime Ozer, dans les hauts pâturages, la présence de Sera Khandro est accueillie avec hostilité par le consort de Drime Ozer, Akyongza, et elle est contrainte de s’installer ailleurs. Sera Khandro travaille comme servante pour une famille nomade golok et se fait connaitre par sa pratique religieuse assidue, son éloquence et sa dévotion. A dix-huit ans, elle a pris Gara Gyelse comme consort, fils de Gara Tertön. Ils ont trois enfants, mais la vie avec son partenaire devient difficile. Il n'a pas respecté son trésor révélateur, alors qu'elle devenait de plus en plus malade avec l'arthrite et la goutte. Malgré cela, Gotrul Rinpoché l'a publiquement reconnue comme une ḍākinī et une authentique révélatrice de trésors lorsqu'elle avait vingt-quatre ans.
A vingt-neuf ans, être si malade qu'elle était attachée à son cheval, Sera Khandro avec deux de ses enfants survivants rejoint Drime Ozer. Avec son lama, chacun a continué à développer ses propres lignées des révélateurs du trésor. Drime Ozer meurt trois ans plus tard en 1924, quand elle avait trente-trois ans. 
Après un certain temps, Sera Khandro est alors accueillie au monastère de Awo Sera par Sötrul Rinpoche, aussi un étudiant de Drime Ozer, le monastère dont son titre est dérivé. Elle y est restée pendant des années avec ses étudiants et ses assistants, tout en écrivant ses biographies et en cataloguant ses enseignements. Ses deux principaux cycles de trésor sont Ḍākinīs' Trésor secret de la réalité et Le rassemblement de l'esprit de sagesse et L'essence du cœur du Ḍākinīs. Sa autobiographie a une version longue et une version abrégée intitulée Excellent chemin de dévotion, un document rare d'une femme lama. 
Sera Khandro a également donné des enseignements à un grand nombre de maîtres tibétains du début du XXe siècle. Elle est notamment un des principaux lamas de Chatral Sangye Dorje et de Dudjom Rinpoché. Elle est considérée comme une émanation de Yeshe Tsogyal. Elle meurt à Monastère de Riwoché à l'âge de quarante-huit ans,,,. Parmi ses autres principaux élèves figuraient les fils de Dudjom Lingpa, de nombreux tulkus, comme Adzom Drukpa Pawo Dorje et Katok Chaksa Pema Trinle Gyatso et leurs fils et filles, le roi et la reine de Ling, et sa propre fille Choying Dronma.
Le Maître et Tertön Khandro Tare Lhamo est reconnu comme un réincarnation de Sera Khandro, par Dudjom Rinpoché en  1940,,.
Le 16e Karmapa Rangjung Rigpe Dorje a reconnu également Saraswati comme le réincarnation de Sera Khandro, renaissant comme la fille de son élève Chatral Rinpoché et Sangyum Kamala Rinpoché,.